# هاروی کلارک
هاروی کلارک (انگلیسی: Harvey Clark؛ ‏ ۴ اکتبر ۱۸۸۵ – ۱۹ ژوئیهٔ ۱۹۳۸) بازیگر اهل ایالات متحده آمریکا بود.
از فیلم‌هایی که وی در آن نقش داشته‌است، می‌توان به فریادی در شب، شلیک نکن، مشکل دشوار، شلوار پوشاندن به فیلیپ، شعله جادویی، اسرار، مردی که برگشت، کمیل، به دنبال عشقم، آلیس در سرزمین عجایب،  شب بانوان در حمام و مرد دنیادیده اشاره کرد.